# Heinz Köhler (Verleger)
Heinz Köhler (* 20. November 1928 in Schmalkalden; † 18. August 1986) war ein deutscher Verleger in der Deutschen Demokratischen Republik (DDR). Er leitete von 1961 bis 1976 die Verlagsgruppe Bibliographisches Institut in Leipzig, den Verlag Enzyklopädie Leipzig und den Max Niemeyer Verlag in Halle. Von 1966 bis 1971 war er Vorsteher des Börsenvereins der Deutschen Buchhändler zu Leipzig.

## Leben
Köhler, Sohn eines Werkzeugschmieds, besuchte nach dem Abschluss der Volksschule eine Handelsschule und erlernte den Beruf des Bankkaufmanns. Nach dem Ende des Zweiten Weltkriegs wurde er 1945 Mitglied der Kommunistischen Partei Deutschlands (KPD). Nach der Zwangsvereinigung der KPD mit der Sozialdemokratischen Partei Deutschlands (SPD) in der sowjetisch besetzten Zone wurde er Mitglied der Sozialistischen Einheitspartei Deutschlands (SED).
1949 begann Köhler ein Studium der Volkswirtschaft an der Friedrich-Schiller-Universität Jena, welches er 1951 abschloss. Bis 1954 war Köhler als wissenschaftlicher Mitarbeiter für Publikationswesen im Staatssekretariat Hoch- und Fachschulwesen in Ostberlin tätig. Danach wurde er Mitarbeiter der Abteilung Wissenschaft beim Zentralkomitee der SED.
1959 wechselte Köhler ins Verlagswesen und war bis 1960 Verlagsassistent in verschiedenen Häusern. Von 1961 bis 1976 leitete er die Verlagsgruppe Bibliographisches Institut in Leipzig, den Verlag Enzyklopädie Leipzig und den Max Niemeyer Verlag in Halle. 
Von 1963 bis 1984 war Köhler zudem Mitglied des Vorstandes und von 1966 bis 1971, als Nachfolger Klaus Gysis, Vorsteher des Börsenvereins der Deutschen Buchhändler zu Leipzig. Von 1976 bis zu seinem Tod 1986 war er zusätzlich Direktor des Leipziger Kommissions- und Großbuchhandels.

## Auszeichnungen
- 1970 wurde das verlegerische Wirken von Heinz Köhler (als Teil eines Kollektivs) mit dem Nationalpreis der DDR (III. Klasse für Wissenschaft und Technik) geehrt.